# جایزه بزرگ موناکو ۱۹۸۸
جایزه بزرگ موناکو ۱۹۸۸ (به طور رسمی با عنوان 46e Grand Prix de Monaco  شناخته میشود) یک مسابقه اتومبیلرانی فرمول یک بود که در 15 مه 1988 در پیست موناکو ، مونت‌کارلو برگزار شد. این مسابقه سومین دور از مسابقات فرمول یک فصل ۱۹۸۸ بود.
آلن پروست فرانسوی با تیم مک‌لارن - هوندا برنده این مسابقه بود. پروست چهارمین و آخرین پیروزی خود در جایزه بزرگ موناکو را پس از اینکه هم تیمی برزیلی خود آیرتون سنا در حالی که به راحتی پیشتاز بود، از زمین خارج شد، به دست آورد. گرهارت برگر راننده اتریشی با فراری دوم شد و میشل آلبورتو هم تیمی ایتالیایی او در جایگاه سوم ایستاد.